# Psychoville
Psychoville è una serie televisiva britannica sceneggiata e interpretata da Reece Shearsmith e Steve Pemberton, trasmessa sul canale BBC Two dal 2009 al 2011.
Pemberton e Shearsmith, già membri del gruppo comico The League of Gentlemen, interpretano diversi personaggi ciascuno, affiancati da Dawn French e Jason Tompkins. Alla prima stagione, composta da sette episodi, ha fatto seguito uno speciale di Halloween, andato in onda il 31 ottobre 2010, nel quale Imelda Staunton, Eileen Atkins e Daniel Kaluuya sono entrati a far parte del cast principale. La serie è terminata con una seconda stagione composta da sei episodi.

## Trama
La serie ruota attorno a cinque personaggi che vivono in Inghilterra: David Sowerbutts, un uomo dal carattere infantile ossessionato dai serial killer che vive ancora con la madre Maureen, Mr. Jelly, un clown con una mano sola pieno di risentimenti, Oscar Lomax, un milionario cieco che colleziona animali di pezza, Joy Aston, un'ostetrica che tratta una bambola come se fosse veramente suo figlio e Robert Greenspan, un attore nano convinto di possedere poteri telecinetici. Tutti e cinque ricevono una lettera anonima che li minaccia con le parole "So cosa hai fatto".

## Personaggi e interpreti
- David Sowerbutts (stagioni 1-2), interpretato da Steve Pemberton.
È un uomo bonario e semplice che abita con la sua anziana madre Maureen. Non riesce mai a tenersi un lavoro a causa del suo carattere infantile, la sua scarsa esperienza e un'ossessione morbosa per famosi serial killer. Una sera, durante l'ultima "Cena Con Delitto" della compagnia teatrale di cui fa parte David, per renderla ancora più cruenta, fa trovare davanti ai presenti uno scenario raccapricciante, con una vittima impalata da un gancio da macellaio e interiora sparse ovunque per la sala. La trovata però non piace al suo capo, che lo licenzia in tronco. Tornando a casa, Maureen sospetta che suo figlio abbia veramente ucciso qualcuno. Inoltre, la donna trova il biglietto che dice "So Cosa Hai Fatto", e crede erroneamente che venga dal suo ex datore di lavoro. Maureen chiede a Graham, il vecchio capo di David, di non andare alla polizia ma Graham è convinto che sia Maureen a mandargli strani messaggi di stalking. Graham prova a chiamare la polizia, ma viene preso in ostaggio da Maureen e David. Graham prova a scappare ma la sua fuga è breve, in quanto cade da un burrone. Allora Maureen decide che tutti coloro che sanno dell'"assassinio" di David (ignorando che fosse tutta una messinscena) dovranno morire per impedire di portarle via il figlio.

- Mr Jelly (stagioni 1-2), interpretato da Reece Shearsmith.
È un clown, il cui vero nome è Sean, che vive a Salford vicino a Manchester. È un clown un po' particolare, dato che ha una mano sola ed usa questo suo problema come parte dello show: alle feste dei bambini si fa infatti chiamare "Mr. Jelly & Le Sue 100 Mani" ed è uno spettacolo dove usa molte mani artificiali come fossero oggetti magici. Nonostante la sua professione, Jelly è un uomo che cova un astio smisurato verso un suo "collega": Mr Jolly, un chirurgo che aveva erroneamente amputato la mano di Sean nel tentativo di curargli una ferita ricorrente. Come modo per farsi perdonare, Jolly chiese a Jelly di insegnargli tutti i suoi trucchi in modo da essere come lui. E quando fu un clown professionista, Jolly usò quegli stessi trucchi spacciandoli per suoi. Perciò Mr. Jelly lo odia, accusandolo di "aver rubato il suo numero". Dopo aver ingaggiato con Jolly una lotta in una piscina piena di palline colorate, Jelly gli fa vedere la strana lettera con le parole "So Cosa Hai Fatto", Jolly finge che sia stato un errore di stampa e che la lettera doveva essere inviata a lui. Tuttavia non è quello il loro unico incontro: Mr Jelly infatti era stato in precedenza in manicomio, e Mr. Jolly era anch'egli nella stessa struttura psichiatrica ma nel ruolo di medico.

- Oscar Lomax (stagioni 1-2), interpretato da Steve Pemberton.
È un milionario cieco che vive in un castello a Ilkley, nello Yorkshire. A causa della sua cecità si affida a un assistente, un ragazzo nero di nome Michael Fry (interpretato da Daniel Kaluuya), che Oscar chiama "Tea Leaf" (è un gioco di parole basato sullo slang cockney: "Tea Leaf" infatti vuol dire "Foglia di Tè", ma Oscar lo usa per dire "Thief", ossia "Ladro", dovuto al fatto che Michael è un ladruncolo che sta svolgendo lavoro socialmente utile). Questo milionario ha una mania smodata per gli animali di pezza e li tiene custoditi gelosamente in una sorta di "Tempio Sacro", ovvero una stanza chiusa a chiave. Ultimo pezzo della sua collezione è Snappy, un coccodrillo verde di pezza, che ha trovato su un'asta online e che si contende con le ricchissime sorelle Crabtree (due gemelle siamesi) che vivono in Essex. Quando alla fine della prima stagione Lomax riuscirà a trovare il suo "tesoro", invece di tenerlo per sé lo getta verso una scogliera. Quando Michael gli chiede perché l'abbia fatto, Lomax gli spiega di soffrire di una condizione chiamata "Sindrome del Paradiso", in cui ottiene vera felicità solo tramite la ricerca di un oggetto. E allora, per essere felice, continuerà a cercare il suo bramato Snappy.

- Joy Aston (stagioni 1-2), interpretata da Dawn French.
È una donna di mezza età che vive a Bristol col marito George (interpretato da Steve Pemberton). Ex infermiera, tiene dei corsi pre-parto per le puerpere del suo quartiere però preferisce entrare in modo molto dettagliato sui dolori che le donne sentiranno quando partoriranno. La donna aveva un figlio, Freddy, che però è stato colpito da Sindrome della morte improvvisa del lattante. Questo ha portato Joy ad uno stato di shock culminato con prendere una bambola e trattarla come se fosse un bambino vero, obbligando anche il marito a fare ciò. Inoltre, Joy rubava sacche di sangue dall'ospedale per iniettarle dentro il corpo della bambola per fare sì che diventasse un bambino vero. Nel terzo episodio della serie George si stufa di tutta questa pantomima, ma si deve ricredere quando ad un certo punto il piattino di Freddy viene tirato sul pavimento senza che Joy lo abbia mosso. Nel quinto episodio della prima stagione, pare che Freddy riesca a vivere ed attacchi in modo violento Joy. Questo finirà con il crollo nervoso della donna e la morte di suo marito.

- Robert Greenspan (stagioni 1-2), interpretato da Jason Tompkins.
È un attore nano che interpreta il ruolo di Mammolo in una rappresentazione teatrale di Biancaneve e i sette nani. Vessato ed umiliato da tutti per la sua sensibilità e per la sua statura, Robert è segretamente innamorato di Debbie, la protagonista Biancaneve, ma lei non lo degna nemmeno di uno sguardo. Sembra tuttavia che Robert abbia dei poteri telecinetici: infatti è lui a ricevere la prima delle lettere con su scritto "So Cosa Hai Fatto", e crede che sia per i suoi trascorsi da attore pornografico. Un suo collega gli dice di non preoccuparsi, che manterrà il segreto, ma quando Robert lo vede farsi molte risate con Debbie, e che stanno guardando un film porno in cui appare Robert, la sua rabbia è tale che fa addirittura esplodere la televisione.

## Episodi
| Stagione              | Episodi | Prima TV UK | Prima TV Italia |
| --------------------- | ------- | ----------- | --------------- |
| Prima stagione        | 7       | 2009        | inedita         |
| Speciale di Halloween | 1       | 2010        | inedito         |
| Seconda stagione      | 6       | 2011        | inedita         |

## Produzione
Le riprese della serie sono iniziate nei dintorni di Londra nell'ottobre del 2008. Nel maggio del 2009 è stato annunciato il debutto della serie per l'11 giugno dello stesso anno, in seguito posticipato al 18 giugno.

## Riconoscimenti
Nel 2009 Psychoville ha vinto il British Comedy Award come miglior nuova serie televisiva di genere commedia, mentre nel 2011 ha vinto un secondo British Comedy Award come miglior serie di genere commedia drammatica.